# Temná věž
Temná věž (The Dark Tower) je série fantasy knih Stephena Kinga popisující cestu hlavního protagonisty a antihrdiny Rolanda Deschaina z Gileadu, posledního „pistolníka“, při hledání Temné věže. Stephen King považuje sérii Temná věž za své magnum opus. Kromě sedmi románů se mnoho z ostatních Kingových děl nějak vztahuje k Temné věži, ať už příběhy, znaky nebo pojmy. Poté, co série románových knih byla dokončena, následovala série prequel komiksů.

## Seznam
Romány
- Pistolník (The Gunslinger, 1982)
- Tři vyvolení (The Drawing of the Three, 1987)
- Pustiny (The Waste Lands, 1991)
- Čaroděj a sklo (Wizard and Glass, 1997)
- Vlci z Cally (Wolves of the Calla, 2003)
- Zpěv Susannah (Song of Susannah, 2004)
- Temná věž (The Dark Tower, 2004)
- Závan klíčovou dírkou (The Wind Through the Keyhole, 2013)

Novela
- Sestřičky z Elurie (The Little Sisters of Eluria, 1998)[1]

## Popis

### Temná věž I – Pistolník
Pistolník nás zavádí k Rolandovi z Gileadu, který pronásleduje muže v černém do hor, jež dělí poušť od Západního moře. Po cestě zachrání chlapce Jakea, který je z jiné doby a místa, a brzy se stane součástí ka-tet navzdory Rolandovu prostomyslnému cíli chytit muže v černém za každou cenu.

### Temná věž II – Tři vyvolení
Cesta pokračuje po konfrontaci Rolanda s mužem v černém. Skrze dveře, které se záhadně objeví na pláži Středosvětského Západního moře, najde další dva, kteří se připojí k jeho hledání Temné věže – Eddie Deana, závislého narkomana, a Odettu Holmesovou, s druhou osobností Dettou Walkerovou, přidávající další výzvy.

### Temná věž III – Pustiny
Roland, Eddie, a Odetta, nyní známá jako Susannah, se dostanou do zpustošeného města Lud, ale před pokračováním v cestě šíleným vlakem, který je vezme do Pustin, musejí přivést ještě někoho do jejich ka-tet z Rolandovi minulosti.

### Temná věž IV – Čaroděj a sklo
Po těsném úniku z Ludu a Blainea se ka-tet ocitne v Topece v Kansasu, městu duchů vylidněném superchřipkou. Aby mohli pokračovat, musí jim Roland říci o jeho mládí, které z něho udělalo člověka, kterým se stal. Před skončením příběhu musí čelit člověku, který by mohl být klíčem k Temné věži.

### Temná věž V – Vlci z Cally
Ka-tet cestují do Cally Bryn Sturgisu, poklidné komunity, kterou trápí Vlci z Hromové tišiny, kteří kradou jejich děti a vracejí je jako „šmejdy“. S pomocí ka-tet a Père Callahana, také z portálu mezi světy, se lid Cally tentokrát rozhodne postavit Vlkům a chránit své děti.

### Temná věž VI – Zpěv Susannah
Susannah, nyní těhotná, je ovládána ještě někým dalším. Démon-matka, Mia, používá Susannah a Černou třináctku k transportu do New Yorku roku 1999. Jake, Ochu, Père Callahan musí zachránit Susannah, zatímco Roland a Eddie se transportují do Maine roku 1977.

### Temná věž VII – Temná Věž
Rolandovo ka-tet se sešlo, ale za jakou cenu? Poslední epizoda příběhu sleduje poslední kus cesty k Temné věži. Když mají zachránit Susannah, stále jsou nepřátelé, kteří musí být během cesty řešeni, a kteří pro ně stále mohou znamenat nemesis. Cesta je dlouhá a ka je jako kolo.

### Temná věž – Závan klíčovou dírkou
Chronologicky náleží mezi čtvrtý a pátý díl. 
Čtenáři cyklu Temná věž se zde znovu setkají s Rolandem z Gileadu a jeho ka-tet: Eddiem, Susannah, Jakem a Ochem. Při jejich putování po stezce Paprsku je zastihne prudká bouře, která je donutí nějakou dobu setrvat v úkrytu. Venku skučí vichr a praskají stromy, a Roland zatím vypráví ne jeden podivný příběh, ale dva, a vrhá jimi fascinující světlo na svou těžkou minulost.

### Sestřičky z Elurie (novela)
Odehrává se před událostmi z Pistolníka. Roland dorazí do Elurie a je zajat „Zeleným lidem“. Skončí v nemocnici řízenou Sestřičkami, které se zdají být řádem jeptišek, ale léčení těch, již jsou v jejich péči, není jejich agendou.

## Grafické romány
Rozšíření příběhu pod přímým dohledem Stephena Kinga. Komiksy od Marvel krásně ilustrují Jae Lee a Richard Isanove (The Gunslinger Born, The Long Road Home, Treachery, Battle of Jericho Hill), Richard Isanove (Sorcerer, Fall of Gilead), Sean Phillips a Richard Isanove (Gunslinger – Journey Begins), Luke Ross a Richard Isanove (Gunslinger – Little Sister of Elurie), a Michael Lark, Stefano Gaudiano a Richard Isanove (Gunslinger – Battle of Tull), a příběhy píše Peter David a Robin Furth.
- The Gunslinger Born (2007)
- The Long Road Home (2008)
- Treachery (2008–09)
- Sorcerer (2009)
- Fall of Gilead (2009)
- Battle of Jericho Hill (2009–10)
- Gunslinger – Journey Begins (2010)
- Gunslinger – Little Sister of Elurie (2010–11)
- Gunslinger – Battle of Tull (2011)

## Postavy
- SPOLEČENSTVÍ: politická a vojenská síť, která spojovala všechna Panství ve Středosvětě. Společenství bylo zničeno ohařem Johnem Farsonem několik let poté, co Roland získal zbraně.
- ALICE: Rolandova milenka v Tullu.
- BLAINE: Jak Jake Chambers říká, Blaine je svízel. Je to psychopatický počítač pod městem Lud a zároveň jednokolejový vlak jezdící jihovýchodně podél Paprsku do Topeky. Jako platbu za cestu jsou s ním Roland a jeho ka-tet nuceni hrát hru na život a na smrt
- CUTHBERT ALLGOOD: Rolandův přítel z dětství a kolega pistolník. Cuthbert byl neustálý vtipálek, Roland ho nazval ka-mai, blázen ka. Spolu s Alainem Johnsem Cuthbert doprovázel Rolanda do města Hambry v Panství Mejis. Jejich dobrodružství jsou líčena v knize Čaroděj a sklo.
- ENRICO BALAZAR: Bouchačka s hodně velkou ráží v drogovém světě New Yorku. Na začátku Třech Vyvolených pro něj Eddie Dean pašuje kokain. Roland a Eddie skončí v přestřelce s Balazarem a jeho muži v Šikmé věži, Balazarově ředitelství.
- VELCÍ LOVCI RAKVÍ: To je skupina ohařů, která bojuje s Rolandem a jeho mladými přáteli, Cuthbertem a Alainem, ve městě Hambry (viz Čaroděj a sklo). Pracují pro ohaře Johna Farsona. Nejnebezpečnější z této skupiny je neúspěšný pistolník Eldred Jonas. Jonas je často popisován jako bělovlasý vlk.
- MARTEN ŠIROPLÁŠŤ: Marten Široplášť byl čaroděj Stevena Deschaina, ale také jeho zrádce. Marten měl poměr s Gabrielle Deschainovou, manželkou Stevena a matkou Rolanda. Byl tajným nepřítelem Společenství.
- JAKE CHAMBERS: Jake je nejmladším členem Rolandova ka-tet. Je modrooký, světlovlasý, jedenáctiletý žák šesté třídy. Jake zemřel v New Yorku roku 1977 a byl přemístěn do Středosvěta. Roland se s ním původně setkal v Dostavníkové stanici na Mohainské poušti. V Pistolníkovi, Roland a Jake společně putují, ale Roland ho zrazuje a nechá ho spadnout a podruhé zemřít v Kyklopských horách. V Třech vyvolených, Roland cestuje do New Yorku roku 1977 a zachraňuje Jakeův život. V Pustinách, Roland, Eddie Dean a Susannah Dean vtahují Jakea do Středosvěta ještě jednou.
- CORT: Rolandův učitel. Stejně jako jeho otec Fardo, Cort učí generace chlapců, kteří mají být pistolníky.
- KARMÍNOVÝ KRÁL: Ačkoliv Karmínový král nevystoupí v sérii Temná věž přímo do Čaroděje a sklo, jeho sigul – zírající červené oko – používá velký nepřítel Gileadu, John Farson. Proto můžeme vyvodit, že skutečným nepřítelem Středosvěta je nesmrtelný zástupce Chaosu. Karmínový král hraje důležitou roli v románu Nespavost.
- EDDIE DEAN: Eddie byl původně z Co-op City v Brooklynu. Když Roland vstoupil do Eddieho mysli roku 1987, Eddie byl závislý na heroinu a drogový převozník pracující pro Enrica Balazara. Byl také berličkou pro jeho feťáckého bratra Henryho. Roland vtahuje Eddieho do Středosvěta skrze jedny z volně stojících magických dveří na okraji Západního moře. Poté, co překonává svou závislost, Eddie se připojí k Rolandovu ka-tet. Ožení se se Susannah Deanovou.
- HENRY DEAN: Eddieho panovačný starší bratr. Henry byl zraněný ve Vietnamu a domů se vrátil se špatným kolenem a horší závislostí na drogách. Eddie na něj často odkazuje jako na „velkého mudrce a zasloužilého feťáka.“ Henry je zabit Balazarovými muži.
- SUSANNAH DEANOVÁ: Susannah Deanová je dalším členem Rolandova ka-tet. Roland ji vtahuje z New Yorku roku 1964, jen pár měsíců po atentátu na Prezidenta Kennedyho. Susannah vznikla spojením její osobnosti Odetty Holmesové (dědička Holmes Dental Industries) a její tajemné zlé dvojnice Detty Walkerové. Detta Walkerová se dostala do pětileté Odetty zásahem cihly, hozené psychopatickým Jackem Mortem. Jack Mort vstoupil do života Odetty/Detty znovu roku 1959, kdy ji strčil před A-vlak na stanici Christopher Street. A-vlak jí oddělil nohy těsně nad koleny. Před příchodem do Středosvěta byla Odetta aktivní v Hnutí za občanská práva. Detta nebyla, ale měla vlastní způsoby pomsty na utiskujícím bílém systému. Susannah je vdaná za Eddieho Deana.
- SUSAN DELGADO: Rolandova jediná pravá láska. Setkal se s ní ve městě Hambry, v Panství Mejis. Když se setkali, Susan bylo šestnáct a Rolandovi čtrnáct. Susan byla nakonec upálena v ohni při Hromu strom. Byla označena za nepřítele Společenství, kterým samozřejmě nebyla.
- GABRIELLE DESCHAIN: Rolandova matka. Měla poměr s dvorním kouzelníkem, Martenem Širopláštěm. Rolandem byla náhodou zastřelena.
- ROLAND DESCHAIN: Roland je hrdina série Temná věž. On je v jeho světě poslední – a možná největší – pistolník. Jeho pátráním je najít Temnou věž, spojitost všech vesmírů.
- STEVEN DESCHAIN: Rolandův otec. Je vůdcem pistolníků Gileadu a přímý potomek velkého Arthura Elda, Krále Všehosvěta.
- ARTHUR ELD: Mytický král Všehosvěta. Je rovněž Rolandův předek. On byl populárně zobrazován s bílým koněm a sjednocujícím mečem.
- SESTŘIČKY Z ELURIE: Toto pokolení upírů žen se představuje jako svatý řád Milosrdných bratří. V povídce „Sestřičky z Elurie“ chytí Rolanda do pasti a pokusí se ho nechat vykrvácet. Je zachráněn (alespoň z části) láskou krásné Sestry Jenny. Démonické Sestřičky nosí na svých hábitech rudou růži – sigul Temné věže.
- JOHN FARSON: John Farson byl ohař, který svrhl Společenství. V průběhu Rolanova mládí byl hlavním nepřítelem Gileadu.
- STRÁŽCI PAPRSKU: Tyto zvířecí totemy chrání dvanáct hlavních portálů mimo Středosvět. Shardik, Velký Medvědí Strážce, byl vyroben společností zvanou North Central Positronics.
- HAX: Byl hlavních kuchařem Gileadu a absolutním vládcem v hradní Západní kuchyni. Stal se také zrádcem. Roland a Cuthbert o něm informovali. Za odměnu byli oba dva chlapci posláni sledovat Haxovo oběšení.
- ALAIN JOHNS: Alain byl jeden z chlapeckých přátel Rolanda. Byl také členem pistolníků. Společně s Cuthbertem Allgoodem, Alain doprovázel Rolanda do Panství Mejis ve Vnějším oblouku. Jejich příběhy jsou líčeny v Čaroději a sklu.
- MAERLYN: Je zodpovědný za stvoření třinácti zlomyslných magických koulí známých jako Maerlynova duha.
- JACK MORT: Mort je psychopatický účetní známý také jako „The Pusher“. Jeho koníčkem je zabíjení lidí. Ve Třech vyvolených Roland vstoupí do jeho mysli. Mort hodil cihlu na hlavu Susannah, když jí bylo pět, a později ji strčil pod A-vlak na stanici Christopher Street. Mort byl také zodpovědný za smrt Jakea Chamberse roku 1977.
- STARÝ LID (VELCÍ STAŘÍ): Byli starověcí lidé ze Středosvěta. Postavili velká města, nesmírně výkonné počítače a děsivé destruktivní zbraně. Jejich války otrávily Středosvět.
- OCHU: Jake Chamberse oblíbený Brumlák. Je jediným zvířecím členem Rolandova ka-tet. O Ochově minulosti se toho moc neví, snad jen, že byl zraněn při souboji s jiným brumlákem a jeho smečka ho nechala ve křoví, kde ho později našel Jake. Brumláci jsou mluvícími tvory, patrně vypadají jako psi. Ochu častokrát chrání Jakea. Jednou mu pomohl v podzemí Ludu, kde statečně bojoval s Tikytákem. Když Jake, otec Callahan, Roland a Eddie vstoupí do jiných světů, Jake poručí Manni, aby se o Ocha dobře postarali.
- SYLVIA PITTSON: Šílená kazatelka z Tullu. Poštvala místní na Rolanda.
- RICHARD FANNIN/RANDALL FLAGG: Dvě vtělení Rolandova nepřítele, RF.
- RHEA Z CÖOSU: Rhea byla čarodějnice usedlá v Hambry.
- WALTER: Walter je kouzelník, kterého Roland pronásleduje skrze celý Středosvět. Je také známý jako muž v černém

## Film
Na serveru IGN se objevily zmínky, o tom, že režisér J. J. Abrams (tvůrce seriálů Ztraceni, Alias) dostal od Stephena Kinga práva na zfilmování ságy . Údajně za symbolických 19$. V roce 2010 se, ale práv na natáčení vzdal a vrátil Kingovi.
Nyní je získal Ron Howard, který z knih plánuje natočit trilogii a televizní seriál. Roli pistolníka by měl hrát Idris Elba.

## Audioknihy
Vyšly již tři audioknihy ze série Temná s hlasem dabéra Libora Terše, vydala Audioteka.